# Veer – Die Liebe eines Kriegers

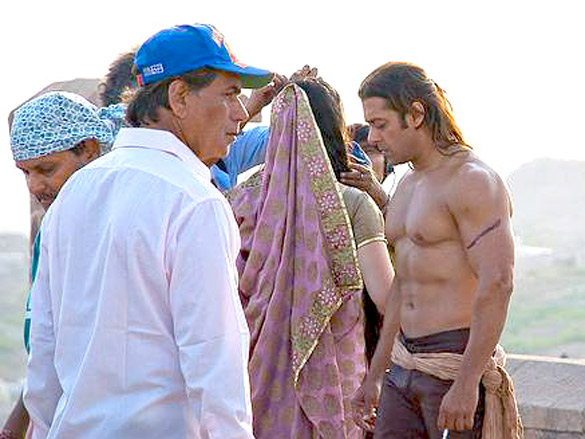
Salman Khan (rechts) am Filmset von Veer

Veer – Die Liebe eines Kriegers ist ein Actionfilm des Regisseurs Anil Sharma aus Indien mit Salman Khan.

## Handlung
Veer Pratap Singh ist ein Pindari-Prinz und der Sohn des großen Pindari-Kriegers Prithvi Singh, der für seine großen Kämpfe bekannt war, um Indien von der britischen Herrschaft zu befreien. Veer möchte das Vermächtnis seines Vaters weiterführen, indem er eine Bewegung Pindaris gegen die Briten anführt, um sowohl das Rajasthan Königreich von Madhavghar als auch den Rest Indiens von der großen Kolonialmacht zu befreien. Veer erhält die Hilfe seines jüngeren Bruders Punya Singh beim Sammeln einer Armee. Jedoch findet Veer Widerstand vom König von Madhavghar, Gyanendra Singh, der Veer als eine Bedrohung für Madhavghar und seine Herrschaft und seine Befehle für Veer sieht, getötet zu werden. Veer und Punya verstecken sich zusammen mit ihren Anhängern in der Thar-Wüste von Rajasthan, während Singh mit dem britischen Gouverneur von Rajasthan, James Fraser, eine Allianz schließt. Madhavghar werde die Briten bei der Zerschlagung der Pindari-Bewegung und der Vernichtung von Veer unterstützen.
Um die Sache hoch zu halten, entführen die Pindaris Singhs Tochter Prinzessin Yashodhara, in die sich Veer verliebt. Die Pindaris machen dann einen gescheiterten Versuch, Singhs Palast zu überrumpeln. Doch Singhs Spione entdecken den Plan und Tausende von Pindari-Kriegern werden abgeschlachtet. Veer kann sich nicht an dem korrupten König rächen, weiß aber, dass Punya von Yashodharas Bruder Gajendra gefangen genommen wurde, als Veer seinen Bruder rettet und Gajendras Männer tötet, aber Gajendra wird getötet, als er von Veer geschlagen wird und auf einem Schwert landet Gyanendra sucht Rache für seinen Sohn. In der Zwischenzeit beginnt Lady Angela Fraser, Ehefrau von James Fraser, die Handlungen ihres Mannes in Frage zu stellen, als er den bösen König darin unterstützt, Mitglieder der Pindari-Bewegung abzuschlachten. Fraser lehnt es ab, von seiner Kampagne der Zerschlagung der Bewegung zurückzutreten.
Nachdem Veer seinem Vater versprochen hat, Singh zu beenden, schlägt er Yashodharas Swayamvara vor. Als er die Prinzessin von der Festung wegführt, sieht Gyanendra Singh eine riesige Armee von Pindaris seine Festung umgeben. Er bittet die Briten, ihm zu helfen, aber sie lehnen ab und machen die Pindaris zu ihrem Verbündeten, um Madhavghar zu entkommen. Bevor die Briten eine Schlacht hinter sich lassen, werden der Gouverneur und Gyanendra Singh getötet. Veer, verwundet von einem Schuss, fällt in die Arme seines Vaters. Jahre später wird gezeigt, dass Veers Sohn und Prithvi einen freundschaftlichen Kampf führen.

## Synchronisation
| Darsteller         | Rolle               | Synchronsprecher |
| ------------------ | ------------------- | ---------------- |
| Salman Khan        | Veer Pratap Singh   |                  |
| Sohail Khan        | Punya Pratap Singh  |                  |
| Zareen Khan        | Princess Yashodhara | Ilena Gwisdalla  |
| Mithun Chakraborty | Prithvi Singh       |                  |
| Jackie Shroff      | Gyanendra Singh     | Wolfgang Häntsch |
| Puru Raajkumar     | Gajendra Singh      |                  |
| Lisa Lazarus       | Lady Angela Fraser  |                  |
| Tim James Lawrence | James Fraser        |                  |

## Produktion
Die Geschichte wurde vor zwanzig Jahren von Salman Khan geschrieben, der es als sein Traumprojekt bezeichnete. Zu dieser Zeit plante Khan, den Film selbst zu leiten und Sanjay Dutt in die Hauptrolle zu werfen. Veer basiert teilweise auch auf dem russischen Roman Taras Bulba von Nikolai Gogol. Für seine Rolle als Veer ging Salman Khan auf eine spezielle Diät und arbeitete mit einem persönlichen Trainer aus. Für ihre Rolle als Prinzessin aus dem 19. Jahrhundert hat Zarine Khan acht Kilo mehr zugenommen.

## Rezeption
„Was seine [gemeint ist Sharma] Antwort auf historische Epen à la Jodhaa-Akbar sein sollte, langweilt mit einer schlecht durchdachten Story, nervt mit patriotischem Gehabe und erschreckt mit peinlicher Inszenierung. Sharma […] erweist sich als talentarmer Blender.“

## Musik
| Titel               | Sänger/in                                               |
| ------------------- | ------------------------------------------------------- |
| Meherbaniyan        | Sonu Nigam                                              |
| Taali               | Sonu Nigam, Sukhwinder Singh, Wajid, Neuman Pinto       |
| Surili Akhiyon Wale | Rahat Fateh Ali Khan, Suzanne D’Mello                   |
| Kanha (Thumari)     | Rekha Bhardwaj, Sharib Sabri, Toshi Sabri, Shabab Sabri |
| Taali               | Sukhwinder Singh                                        |
| Surili Akhiyon Wale | Rahat Fateh Ali Khan, Sunidhi Chauhan, Suzanne D’Mello  |
| Salaam Aaya         | Roop Kumar Rathod, Shreya Ghoshal, Suzanne D’Mello      |
| Spirit of Veer      |                                                         |